# 아르메니아 국민의회
아르메니아 공화국 국회(아르메니아어: Հայաստանի Հանրապետության Ազգային ժողով 하야스타니 한라베두트얀 아스카진 조로브)는 아르메니아의 의회이다. 줄여서 아르메니아 국회(아르메니아어: Հայաստանի Ազգային ժողով 하야스타니 아스카진 조로브)라고 한다.
107석의 단원제 의회이다. 지역구에서 선거를 통해 당선자를 결정하고, 정당의 득표율에 비례해 의석이 추가로 배분된다.  후보자는 만 25세에 달하여야 하며, 선거일 전까지 아르메니아에 5년 이상 거주해야 하며 선거권이 있어야 하나, 보안 및 정보기관 같은 국가기관 종사자는 출마할 수 없다. 선거권자는 선거구와 비례대표에 각각 1표를 행사한다.